# Eragon (videojuego)
Eragon es un videojuego de acción-aventura en tercera persona  desarrollado por Stormfront Studios y publicado por Vivendi Games. Fue lanzado para las plataformas PlayStation 2, Xbox, Xbox 360, PlayStation 3 y Microsoft Windows. También se lanzaron versiones únicas de Eragon para Game Boy Advance, Nintendo DS, PlayStation Portable y móviles, desarrollados principalmente por Amaze Entertainment.
El videojuego se basa en la película homónima, que está basada en el libro Eragon, de Christopher Paolini. El videojuego fue lanzado el 14 de noviembre de 2006 en América del Norte, el 24 de noviembre de 2006 en Europa y el 23 de noviembre de 2006 en Australia para coincidir con el lanzamiento de la película. En el videojuego, el jugador asume el papel del protagonista del libro y la película, Eragon, y ocasionalmente controla a su dragón Saphira.
En general, los críticos evaluaron de forma negativa al videojuego; por lo general recibieron pontajes de 4-6 de 10 (o el equivalente). Las ventas combinadas en América del Norte fueron más de 400 mil copias a inicios de 2007.

## Jugabilidad
La mayoría del videojuego se desarrolla mediante el estilo de combate en tercera persona, generalmente a pie. Al comienzo del juego, el jugador puede usar cuatro ataques "combo". Además, puede usar tres ataques mágicos básicos: empuje/atracción mágica (Thrysta Vindr), escudo mágico (Skölir) y fuego mágico (Brisingr). Estos tres ataques mágicos se pueden utilizar de diferentes maneras (por ejemplo, flechas Brisingr o lanzar lanzas en cestas mágicamente). En las versiones de PC y consola (excluida la versión de Xbox 360) hay dieciséis niveles.
Algunas misiones permiten al jugador usar al dragón Saphira en combate. La mecánica del juego dentro de estos niveles es en gran medida similar a la de los niveles terrestres, con la excepción de algunos movimientos de ataque diferentes (como los ataques de cola). El protagonista Eragon se sienta en la espalda de Saphira durante estas secciones y puede hacer que dispare flechas mágicas. El jugador no tiene otra opción si usa a Saphira o no. Del mismo modo, el jugador no puede usar a Saphira en niveles terrestres: puede llamarla y pasará volando, pero no es posible usar esta función para montar a Saphira. Hay un modo cooperativo multijugador que permite que dos personas jueguen a través de la historia principal. Es posible pasar de jugar del modo solitario a uno de dos jugadores en cualquier momento. No hay opciones de multijugador en línea.
La versión de GBA, por limitaciones técnicas, se cambió de género a rol, en donde 3 personajes se enfrentan al mismo tiempo, se remplazaron los modelos 3D por sprites, algunas misiones son remplazadas para coincidir con el hardware de la consola y solo se usó la vista de ave para ver el mapa.

## Argumento
En The Spine, un grupo de magos se enfrentaron a muerte contra monstruos, pero deja caer una misteriosa piedra azul al ser derrotados y fuera del territorio enemigo, lo cual los monstruos trataban de buscarla.
Mientras cazaba en The Spine, Eragon, de 15 años, encuentra una piedra. La guarda, pensando que se puede vender o intercambiar. Sin embargo, la piedra es en realidad un huevo de dragón. Eragon nombra al dragón "Saphira" de la lista de nombres de dragón que escuchó del cuentacuentos Brom. La eclosión de Saphira atrae la atención del cruel rey Galbatorix. El rey envía sirvientes a la aldea de Eragon para encontrar el dragón. No tienen éxito y asesinan al tío de Eragon e incendian su casa. Brom, a quien Eragon considera solo un viejo narrador, lo ayuda a luchar para salir de la aldea. Luego le da a Eragon una espada antigua, conocida como Zar'roc en la serie de libros.
Eragon y Saphira se dirigen a Daret, donde son atacados en los muelles. Encuentran el resto de la ciudad en llamas y detienen a un grupo de sirvientes del rey mientras los aldeanos intentan apagar estos incendios. Después de dejar Daret, los tres son perseguidos por un grupo de Ra'zac. El grupo queda atrapado en una emboscada: Saphira queda atrapada bajo los escombros y Eragon debe tratar de liberarla y retener a los Ra'zac. Después de derrotar a los enemigos cercanos, el grupo se dirige a Gil'ead, donde Eragon y Brom se cuelan por la ciudad y tratan de liberar a Arya. Después de una larga batalla por la fortaleza de Durza, Eragon se encuentra con Arya y Murtagh, que ahora se unen al grupo. Esto ayuda a aliviar la lamentable situación cuando Brom salta en el camino de una lanza destinada a matar a Eragon y se hiere fatalmente y muere.
El grupo escapa de Gil'ead en la espalda de Saphira, pero se enfrenta a Kull en las ruinas de Orthiad. Después de derrotar a muchos Kull y Urgals, se dirigen a las Montañas Beor, donde hay más Urgals al acecho. Luego se cuelan a través de un campamento de Urgals, y se abren paso a través de un desfiladero neblinoso. El grupo llega al escondite de los Varden y lo defiende contra hordas de Urgals. Eragon y Saphira luego se enfrentan a Durza por segunda vez, montados en la parte posterior de un enorme monstruo parecido a un murciélago, y finalmente lo matan.

## Desarrollo
El 18 de abril de 2006, Vivendi Universal Games anunció que iban a publicar una adaptación en videojuego de la película de Eragon que se lanzaría en diciembre del mismo año. Estaba programado para aparecer en la mayoría de las principales plataformas de juegos (PlayStation 2, Xbox, Xbox 360, Game Boy Advance, Nintendo DS, PlayStation Portable y PC). Las versiones de la consola serían desarrolladas por Stormfront Studios, que previamente había trabajado en la adaptación del videojuego de El Señor de los Anillos: las dos torres. Amaze Entertainment, que había trabajado anteriormente en los videojuegos de Piratas del Caribe y Vecinos invasores, debía desarrollar las versiones portátiles. La versión de GameCube fue planeada pero luego fue cancelada. El mismo día Vivendi anunció que la primera posibilidad de ver el videojuego sería en la Electronic Entertainment Expo en mayo de 2006. El 7 de septiembre de 2006 The Hollywood Reporter confirmó que el videojuego había estado en desarrollo desde la preproducción de la película.
El videojuego fue visto previamente en la Convención Internacional de Cómics de San Diego 2006, donde al público se le permitió jugar solo un nivel llamado Daret Bridge. Los enemigos consistieron en su totalidad de Urgals, y el jugador solo podía superar varios obstáculos usando magia y a Saphira. Christopher Paolini jugó otros niveles en la Comic-Con, como Spine Mountains. El videojuego también se mostró en la Games Convention de 2006 en Leipzig, Alemania. La actriz Sienna Guillory, que interpreta a la elfo Arya en la película, hizo apariciones personales en el stand de Vivendi para promocionar el videojuego. En octubre de 2006 se anunció que los actores de la película de Eragon prestarían sus voces al videojuego. Específicamente, Edward Speleers (interpretando el personaje principal), Sienna Guillory (Arya), Garrett Hedlund (Murtagh) y Robert Carlyle (Durza) prestaron sus voces.
El supervisor de animación Wes Takahashi se desempeñó como director de arte externo para el videojuego.

## Lanzamientos
Las versiones de consola y PC del videojuego son muy similares, centrándose en el mismo estilo de jugabilidad. Sin embargo, la edición de Xbox 360 presenta dos niveles exclusivos. Uno es de a pie como Eragon, y se controla a Saphira en la segunda misión. También presenta el Kull, un enemigo de las novelas. Sin embargo, hay diferencias entre su descripción en las novelas y su aparición en los videojuegos. En los libros miden ocho pies de alto y empuñan las mismas armas que otros Urgals, pero el videojuego los retrata como brutos de doce pies que manejan palos llameantes. Los videojuegos portátiles son significativamente diferentes de las versiones de PC y consola. El videojuego de Game Boy Advance se centra en un estilo de rol en lugar del combate, debido a limitaciones técnicas, mientras que el videojuego de PSP se centra en la acción multijugador y los niveles aéreos con el dragón. La edición de DS utiliza su pantalla táctil en el sistema de batalla.
Una versión fue lanzada para teléfonos móviles. Permite el control alternativo de Eragon y Saphira, pero a diferencia de las versiones de la consola, permite realizar varias rutas sin dejar de seguir la historia principal y permite la personalización del personaje jugable (en términos de habilidades que se pueden seleccionar). El videojuego para dispositivos móviles también proporciona un código de trampa que, cuando se ingrese a las versiones de la consola, hará que el "modo furia" esté disponible. La Guía de Estrategia Oficial fue publicada por Primagames y escrita por Eric Mylonas. El 6 de diciembre de 2006, una vista previa de la guía estuvo disponible en la página web de Sierra.

## Recepción
El videojuego ha recibido críticas generalmente negativas (45-55 de 100) de acuerdo con los sitios de reseñas Metacritic, y GameRankings.
GameSpot calificó al videojuego con 4.4 de 10 y GameSpy le dio un puntaje similar de 2 de 5. PC Gamer UK reseñó la versión para PC del juego, describiendo la trama como «más delgada que la ropa interior del hospital», quejándose de lo tedioso y repetitivo de la acción de desplazamiento lateral. Terminaron resumiéndolo como «un empate profundamente poco inspirador» y le dieron un 53%. IGN llegó a una conclusión similar, criticando principalmente a la cámara pobre, el combate poco sofisticado y la brevedad. Calificaron el juego 4.7 de 10.
Sin embargo, las versiones portátiles del videojuego generalmente recibieron críticas más positivas. La versión de Game Boy Advance recibió una crítica positiva de IGN, que lo elogió por su «jugabilidad sólida, misiones divertidas, anhelando una licencia de cine y teniendo un menú completo y un sistema de tutorial». Recibió un 7.5 de 10. IGN dijo que está sorprendentemente bien desarrollado para un videojuego de Game Boy Advance.